# Dinematocricus lanceolatus
Dinematocricus lanceolatus är en mångfotingart som beskrevs av Henri W. Brölemann 1913. Dinematocricus lanceolatus ingår i släktet Dinematocricus och familjen Rhinocricidae. Inga underarter finns listade i Catalogue of Life.